# 警衛第3師団
警衛第3師団（中国語: 警卫第3师）は、中国人民解放軍陸軍の師団の1つ。北京衛戍区に所属する。旧第70師団。

## 歴史
警衛第3師団は、1940年2月に新四軍第2支隊機関と新3、新4団等から編成された新しい第2支隊を起源とする。
- 1941年4月 - 新四軍第6師第16旅に改編。
- 1943年1月 - 第1師第2旅と統合され、第16旅となる。
- 1945年1月 - 蘇浙軍区第1縦隊に改編。
- 1945年11月 - 華中野戦軍第6縦隊に改編。
- 1946年3月 - 第6縦隊は、華中野戦軍第6師に改編され、旧第6縦隊は、第6師第16旅を構成した。
- 1947年2月 - 華東野戦軍第6縦隊第16師に改編。
- 1949年2月 - 華東野戦軍第6縦隊第16師は、中国人民解放軍第24軍第70師に改称された。
- 1952年9月 - 中国人民志願軍として朝鮮戦争に投入され、上甘嶺防御、金城等の戦闘に参加。
- 1955年10月 - 首都防衛を担当。
- 1960年4月 - 自動車化師団に改編。
- 1962年10月末 - 機械化師団に改編。
- 1966年6月15日 - 北京衛戍区に配属され、警衛第3師に改称。
- 1974年12月31日 - 周恩来の批准により、警衛第11団（元第70師第208団）送迎任務を担当する。
- 1989年 - 警衛第13団（元第70師第210団）が特殊警備団に改編。

## 編制
判明分のみ。（）内は、中国語名、名誉称号の順。
- 警衛第11連隊　（第11団、紅軍団）
- 警衛第13連隊　（第13団、紅軍団、老虎団）
- 砲兵連隊　（砲兵団）
- 高射砲連隊　（高砲団）
- 装甲連隊　（装甲団）